# Campionatul Districtual de Fotbal al României 1945-1946
Campionatul Districtual de fotbal ediția 1945-1946 a fost prima competiție oficială de fotbal din România după cel de-al doilea război mondial. În lipsa unui campionat național la nivelul diviziei A, au participat la nivel local cele mai bune echipe de club ale țării.

### Campioane pe districte:
| București: Carmen București Alba: Șurianul Sebeș Arad: ITA Arad Bacău: Textila Buhuși Brașov: Metrom Brașov Brăila: Franco Română Brăila Buzău: Avântul ICAR Buzău Călărași: FC Călărași Cluj: Universitatea Cluj Constanța: Dezrobirea Constanța Craiova: FC Craiova | Galați: Gloria CFR Galați Giurgiu: Acvila Giurgiu Iași: Politehnica Iași Lugoj: 23 August Lugoj Maramureș: CS Baia Mare Mehedinți: CFR Turnu Severin Oradea: Libertatea Oradea Pitești: Sporting Pitești Ploiești: Prahova Ploiești Reșița: UDR Reșița Roman: Danubiana Roman | Satu Mare: Sanitas Satu Mare Sibiu: Arsenal Sibiu Slatina: Oltul Slatina Suceava: CFR Ițcani Târgoviște: TCT Târgoviște Târgu Mureș: Dermagant Târgu Mureș Târnave: Karres Mediaș Timișoara: CFR Timișoara Turda: CFR Turda Turnu Măgurele: Oltul Turnu Măgurele Valea Jiului: Jiul Petroșani |

## Baraje pentru Diviziile Naționale 1946-1947

### Divizia A 1946-1947
| Echipa 1              | Scor general | Echipa 2              | Tur   | Retur | Observații                                                   |
| --------------------- | ------------ | --------------------- | ----- | ----- | ------------------------------------------------------------ |
| Carmen București      |              |                       |       |       | calificată direct                                            |
| Ciocanul București    |              |                       |       |       | calificată direct                                            |
| CFR București         |              |                       |       |       | calificată direct                                            |
| Juventus București    |              |                       |       |       | calificată direct                                            |
| ITA Arad              |              |                       |       |       | calificată direct                                            |
| UDR Reșița            |              |                       |       |       | calificată direct                                            |
| Jiul Petroșani        |              |                       |       |       | calificată direct                                            |
| Victoria Cluj         | 2 - 4        | Universitatea Cluj    | 1 - 1 | 1 - 3 |                                                              |
| Dermata Cluj          | 0 - 3        | Ferar Cluj            | 0 - 3 | 0 - 0 |                                                              |
| CFR Timișoara         | 4 - 2        | Politehnica Timișoara | 1 - 1 | 3 - 1 |                                                              |
| Libertatea Oradea     | 9 - 3        | Crișana CFR Oradea    | 8 - 2 | 1 - 1 |                                                              |
| Dermagant Târgu Mureș | 6 - 4        | Karres Mediaș         | 4 - 1 | 2 - 3 |                                                              |
| Gloria CFR Galați     | 1 - 6        | Prahova Ploiești      | 1 - 2 | 0 - 4 |                                                              |
| FC Craiova            | 3 - 2        | CFR Turnu Severin     | 3 - 0 | 0 - 2 | baraj programat ulterior, înainte de începutul campionatului |

### Divizia B 1946-1947

#### Seria I
| Echipa 1                  | Scor general | Echipa 2         | Tur       | Retur     | Observații                                                                         |
| ------------------------- | ------------ | ---------------- | --------- | --------- | ---------------------------------------------------------------------------------- |
| Unirea Tricolor București |              |                  |           |           | calificată direct                                                                  |
| Venus București           |              |                  |           |           | calificată direct                                                                  |
| Răsăritul Caracal         |              |                  |           |           | calificată direct                                                                  |
| 23 August Lugoj           |              |                  |           |           | calificată direct                                                                  |
| SSMR Reșița               |              |                  |           |           | calificată direct                                                                  |
| CAMT Timișoara            |              |                  |           |           | calificată direct, admisă ulterior, înainte de începutul campionatului             |
| CFR Craiova               |              |                  |           |           | calificată direct, admisă ulterior, după disputarea primei etape                   |
| Politehnica Timișoara     |              |                  |           |           | învinsă în barajul pentru Divizia A                                                |
| CFR Turnu Severin         |              |                  |           |           | învinsă în barajul pentru Divizia A                                                |
| AMEFA Arad                | 3 - 2        | Sparta Arad      | 1 - 0     | 2 - 2     |                                                                                    |
| CFR Arad                  | 6 - 0 w/o    | Gloria Arad      | 3 - 0 w/o | 3 - 0 w/o |                                                                                    |
| CFR Simeria               | 7 - 5        | Mica Brad        | 5 - 1     | 2 - 4     |                                                                                    |
| Electrica Timișoara       | 5 - 4        | Sporting Pitești | 0 - 1     | 5 - 3     | baraj programat ulterior, înainte de începutul campionatului                       |
| Gloria Arad               |              |                  |           |           | învinsă în barajul pentru Divizia B, admisă ulterior, după disputarea primei etape |
| Sparta Arad               |              |                  |           |           | învinsă în barajul pentru Divizia B, admisă ulterior, după disputarea a 7 etape    |

#### Seria II
| Echipa 1                  | Scor general | Echipa 2              | Tur       | Retur     | Observații                                                                                        |
| ------------------------- | ------------ | --------------------- | --------- | --------- | ------------------------------------------------------------------------------------------------- |
| Sparta București          |              |                       |           |           | calificată direct                                                                                 |
| Textila Buhuși            |              |                       |           |           | calificată direct                                                                                 |
| Textila Sfântu Gheorghe   |              |                       |           |           | calificată direct                                                                                 |
| Dezrobirea Constanța      |              |                       |           |           | calificată direct                                                                                 |
| Politehnica Iași          |              |                       |           |           | calificată direct                                                                                 |
| FC Călărași               |              |                       |           |           | calificată direct, admisă ulterior, înainte de începutul campionatului                            |
| Gloria CFR Galați         |              |                       |           |           | învinsă în barajul pentru Divizia A                                                               |
| STB București             | 3 - 3        | Grivița CFR București | 2 - 1     | 1 - 2     | 1 - 2 în meciul suplimentar                                                                       |
| FC Ploiești               | 3 - 6        | Feroemail Ploiești    | 2 - 1     | 1 - 5     |                                                                                                   |
| Metrom Brașov             | 0 - 6 w/o    | IAR Brașov            | 0 - 3 w/o | 0 - 3 w/o |                                                                                                   |
| Socec Lafayette București | 4 - 3        | Laromet București     | 2 - 0     | 2 - 3     | baraj programat ulterior, după disputarea primei etape                                            |
| FC Ploiești               |              |                       |           |           | învinsă în barajul pentru Divizia B, admisă ulterior, înainte de începutul campionatului          |
| Sporting Pitești          |              |                       |           |           | învinsă în barajul pentru Divizia B, Seria I, admisă ulterior, înainte de începutul campionatului |
| STB București             |              |                       |           |           | învinsă în barajul pentru Divizia B, admisă ulterior, după disputarea primei etape                |

Seria III
| Echipa 1                       | Scor general | Echipa 2            | Tur       | Retur     | Observații                                                                                  |
| ------------------------------ | ------------ | ------------------- | --------- | --------- | ------------------------------------------------------------------------------------------- |
| Șurianul Sebeș                 |              |                     |           |           | calificată direct                                                                           |
| Arsenal Sibiu                  |              |                     |           |           | calificată direct                                                                           |
| Minerul Lupeni                 |              |                     |           |           | calificată direct                                                                           |
| Victoria Cluj                  |              |                     |           |           | învinsă în barajul pentru Divizia A                                                         |
| Dermata Cluj                   |              |                     |           |           | învinsă în barajul pentru Divizia A                                                         |
| Crișana CFR Oradea             |              |                     |           |           | învinsă în barajul pentru Divizia A                                                         |
| Karres Mediaș                  |              |                     |           |           | învinsă în barajul pentru Divizia A                                                         |
| Minaur Baia Mare               | 2 - 7        | CS Baia Mare        | 2 - 4     | 0 - 3     |                                                                                             |
| CFR Turda                      | 4 - 2        | Solvay Uioara       | 2 - 1     | 2 - 1     |                                                                                             |
| Olimpia CFR Satu Mare          | 0 - 6 w/o    | Stăruința Satu Mare | 0 - 3 w/o | 0 - 3 w/o |                                                                                             |
| Sonametan Arieșul Turda        | 5 - 7        | CFR Târgu Mureș     | 4 - 1     | 1 - 6     | baraj programat ulterior, înainte de începutul campionatului                                |
| Industria Sârmei Câmpia Turzii | 2 - 1        | Sportul CFR Sibiu   | 2 - 0     | 0 - 1     | baraj programat ulterior, înainte de începutul campionatului                                |
| Solvay Uioara                  |              |                     |           |           | învinsă în barajul pentru Divizia B, admisă ulterior, după disputarea primei etape          |
| Mica Brad                      |              |                     |           |           | învinsă în barajul pentru Divizia B, Seria I, admisă ulterior, după disputarea primei etape |

## Clasamentele campionatelor districtuale:

### Districtul București
| Loc | Echipa                    | MJ | V | E | Î  | GM | GP | CG    | Pct | Meciuri directe          | Observații          |
| --- | ------------------------- | -- | - | - | -- | -- | -- | ----- | --- | ------------------------ | ------------------- |
| 1   | Carmen București          | 14 | 9 | 3 | 2  | 54 | 24 | 2.250 | 21  | CIO-CAR 2-4, CAR-CIO 0-2 | Divizia A 1946-1947 |
| 2   | Ciocanul București        | 14 | 9 | 3 | 2  | 30 | 19 | 1.579 | 21  | CIO-CAR 2-4, CAR-CIO 0-2 | Divizia A 1946-1947 |
| 3   | CFR București             | 14 | 7 | 3 | 4  | 40 | 23 | 1.739 | 17  |                          | Divizia A 1946-1947 |
| 4   | Juventus București        | 14 | 6 | 4 | 4  | 50 | 26 | 1.923 | 16  | UTR-JUV 0-3, JUV-UTR 1-1 | Divizia A 1946-1947 |
| 5   | Unirea Tricolor București | 14 | 7 | 2 | 5  | 38 | 19 | 2.000 | 16  | UTR-JUV 0-3, JUV-UTR 1-1 | Divizia B 1946-1947 |
| 6   | Venus București           | 14 | 6 | 1 | 7  | 34 | 30 | 1.133 | 13  |                          | Divizia B 1946-1947 |
| 7   | Sparta București          | 14 | 4 | 0 | 10 | 23 | 50 | 0.460 | 8   |                          | Divizia B 1946-1947 |
| 8   | Universitatea București   | 14 | 0 | 0 | 14 | 14 | 92 | 0.152 | 0   |                          | Desființată         |

Criterii de departajare în caz de egalitate la puncte: 1.meciurile directe, 2.golaveraj general prin împărțire.

### Districtul Bacău
| Loc | Echipa             | MJ | V | E | Î | GM | GP | CG | Pct | Observații          |
| --- | ------------------ | -- | - | - | - | -- | -- | -- | --- | ------------------- |
| 1   | Textila Buhuși     | 6  | 6 | 0 | 0 |    |    |    | 12  | Divizia B 1946-1947 |
| 2   | CFR Bacău          | 6  | 4 | 0 | 2 |    |    |    | 8   |                     |
| 3   | Hârtia Letea Bacău | 6  | 2 | 0 | 4 |    |    |    | 4   | Divizia C 1946-1947 |
| 4   | Muncitorul Bacău   | 6  | 0 | 0 | 6 |    |    |    | 0   |                     |

Criterii de departajare în caz de egalitate la puncte: 1.meciurile directe, 2.golaveraj general prin împărțire.

### Districtul Brașov
| Loc | Echipa                | MJ | V  | E | Î  | GM | GP | CG    | Pct | Observații          |
| --- | --------------------- | -- | -- | - | -- | -- | -- | ----- | --- | ------------------- |
| 1   | Metrom Brașov         | 20 | 17 | 1 | 2  | 81 | 20 | 4.050 | 35  |                     |
| 2   | Oltul Sfântu Gheorghe | 20 | 16 | 1 | 3  | 90 | 19 | 4.737 | 33  | Divizia B 1946-1947 |
| 3   | IAR Brașov            | 20 | 16 | 0 | 4  | 79 | 19 | 4.158 | 32  | Divizia B 1946-1947 |
| 4   | UAB Brașov            | 20 | 11 | 3 | 6  | 49 | 29 | 1.690 | 25  | Divizia C 1946-1947 |
| 5   | Uzinele Codlea        | 20 | 11 | 3 | 6  | 41 | 26 | 1.577 | 25  | Divizia C 1946-1947 |
| 6   | Malaxa Tohan          | 20 | 8  | 0 | 12 | 34 | 47 | 0.723 | 16  | Divizia C 1946-1947 |
| 7   | Sanitas Brașov        | 20 | 7  | 1 | 12 | 17 | 67 | 0.254 | 15  |                     |
| 8   | SMIC Brașov           | 20 | 6  | 0 | 14 | 34 | 42 | 0.810 | 12  |                     |
| 9   | Textila Prejmer       | 20 | 5  | 1 | 14 | 31 | 65 | 0.477 | 11  | Divizia C 1946-1947 |
| 10  | CFR Brașov            | 20 | 4  | 2 | 14 | 16 | 53 | 0.302 | 10  | Divizia C 1946-1947 |
| 11  | Schiell Brașov        | 20 | 1  | 0 | 19 | 15 | 98 | 0.153 | 2   |                     |

Criterii de departajare în caz de egalitate la puncte: 1.meciurile directe, 2.golaveraj general prin împărțire.

### Districtul Giurgiu
| Loc | Echipa                   | MJ | V | E | Î | GM | GP | CG    | Pct | Observații          |
| --- | ------------------------ | -- | - | - | - | -- | -- | ----- | --- | ------------------- |
| 1   | Acvila Giurgiu           | 3  | 3 | 0 | 0 | 17 | 3  | 5.667 | 6   | Divizia C 1946-1947 |
| 2   | Unirea Giurgiu           | 3  | 2 | 0 | 1 | 11 | 7  | 1.571 | 4   |                     |
| 3   | Dragaje Giurgiu          | 3  | 1 | 0 | 2 | 6  | 9  | 0.667 | 2   | Divizia C 1946-1947 |
| 4   | Triumf-Danubiana Giurgiu | 3  | 0 | 0 | 3 | 1  | 16 | 0.062 | 0   |                     |

Criterii de departajare în caz de egalitate la puncte: 1.meciurile directe, 2.golaveraj general prin împărțire.

### Districtul Ploiești
| Loc | Echipa                      | MJ | V  | E | Î  | GM | GP | CG    | Pct | Observații          |
| --- | --------------------------- | -- | -- | - | -- | -- | -- | ----- | --- | ------------------- |
| 1   | Prahova Ploiești            | 14 | 10 | 3 | 1  | 39 | 12 | 3.250 | 23  | Divizia A 1946-1947 |
| 2   | Feroemail Ploiești          | 14 | 10 | 1 | 3  | 54 | 19 | 2.842 | 21  | Divizia B 1946-1947 |
| 3   | FC Ploiești                 | 14 | 7  | 5 | 2  | 42 | 27 | 1.556 | 19  | Divizia B 1946-1947 |
| 4   | Astra Română Moreni         | 14 | 7  | 1 | 6  | 31 | 30 | 1.033 | 15  | Divizia C 1946-1947 |
| 5   | Româno Americană Ploiești   | 14 | 4  | 2 | 8  | 23 | 37 | 0.622 | 10  | Divizia C 1946-1947 |
| 6   | Astra Română Poiana Câmpina | 14 | 3  | 3 | 8  | 25 | 41 | 0.610 | 9   | Divizia C 1946-1947 |
| 7   | Concordia Ploiești          | 14 | 2  | 1 | 11 | 13 | 47 | 0.277 | 5   | Divizia C 1946-1947 |
| 8   | Venus Câmpina               | 14 | 1  | 2 | 11 | 19 | 51 | 0.373 | 4   |                     |

Criterii de departajare în caz de egalitate la puncte: 1.meciurile directe, 2.golaveraj general prin împărțire.